# Герштейн, Эмма Григорьевна
Э́мма Григо́рьевна Герште́йн (12 (25) октября 1903, Двинск, Российская империя — 29 июня 2002, Москва, Российская Федерация) — советский и российский литературовед, автор трудов по творчеству М. Ю. Лермонтова; мемуаристка.

## Биография
Родилась 12 октября (по старому стилю) 1903 года в Двинске, в семье земского врача-хирурга Григория Моисеевича Герштейна (1870—1943) и Изабеллы Евсеевны Груп (1874—1961). В семье было четверо детей.  В 1920-х годах её отец работал главным врачом московской больницы имени Семашко, после — профессором-консультантом Кремлёвской больницы.
Окончила Двинскую гимназию (1920), поступила на философское отделение Московского университета, слушала лекции Бердяева, И. Ильина, Кизеветтера.  Сменила несколько факультетов, зимой 1924/1925 года окончила трёхлетний (упрощённый) курс по отделению языка и литературы факультета общественных наук МГУ. Работала в газете «За индустриализацию» (1926—1927), делопроизводителем в тресте «Утильсырьё» (1927—1928). Окончила курсы машинописи (1929), работала личным секретарём О. Д. Каменевой (1929—1930), в «Крестьянской газете».
В конце 1930-х при поддержке Б. М. Эйхенбаума занялась литературоведением, изучала Лермонтова, в основном исследуя «кружок шестнадцати», устанавливая его членов, одним из которых Лермонтов и был. В 1936—1940 разбирала рукописные фонды Литературного, Исторического музеев, Библиотеки имени Ленина, а в 1946 году — ЦГАЛИ. С середины 1940-х годов работала в редакции «Литературного наследства». С 1965 года Член Союза писателей СССР.
В 1928 году в подмосковном санатории «Узком» близко познакомилась с Надеждой и Осипом Мандельштамами, и, спустя некоторое время, почти со всей неофициальной творческой интеллигенцией того периода, как то Марина Цветаева, Борис Пастернак, Мария Петровых, а также с другими литераторами и учёными. Была близко знакома с Анной Ахматовой, Львом Гумилёвым и Николаем Харджиевым.
В 1998 были изданы её воспоминания — «Мемуары». За них получила премии Малый Букер и Антибукер.
С 1966 года жила в ЖСК «Советский писатель»: Красноармейская улица, д. 29 (до 1969: 2-я Аэропортовская ул., д. 18).
Похоронена на Ваганьковском кладбище

## Произведения
- Герштейн Э. Г. Мемуары. — СПб.: Инапресс, 1998. — 528 с. — 4000 экз. — ISBN 5-87135-060-7.
- Герштейн Э. Г. Мемуары. — М.: Захаров, 2002. — 762 с. — ISBN 5-8159-0205-5.
- Герштейн Э. Г. Новое о Мандельштаме. Главы из воспоминаний: О. Э. Мандельштам в воронежской ссылке (по письмам С. Б. Рудакова). — Paris: Atheneum, 1986. — 318 p. — ISBN 2-906141-02-X

## Литературоведение
- Герштейн Э. Г. Судьба Лермонтова. — М.: Советский писатель, 1964.
- Герштейн Э. Г. Герой нашего времени М. Ю. Лермонтова. — М.: Художественная литература, 1976. — 128 с. — (Массовая историко-литературная библиотека).
- Герштейн Э. Г. Судьба Лермонтова. Издание второе, исправленное и дополненное. — М.: Художественная литература, 1986. — 351 с.
- Герштейн Э. Г. Память писателя: Статьи и исследования 30-90-х годов. — СПб.: ИНАПРЕСС, 2001. — 663 с. — (Писатель и литература).